# Petrovice (Prague)
Pour les articles homonymes, voir Petrovice.
Petrovice est un quartier pragois situé dans le sud-ouest de la capitale tchèque, appartenant à l'arrondissement de Prague 15, d'une superficie de 277 hectares est un quartier de Prague. En 2017, la population était de 6050 habitants.
La première mention écrite de Petrovice date du XIVe siècle. La ville est devenue une partie de Prague en 1968.